# マクラーレン・MP4-19
マクラーレンMP4-19 (McLaren MP4-19) はマクラーレンが2004年のF1世界選手権に投入したフォーミュラ1カー。テクニカル・ディレクターはエイドリアン・ニューウェイ、デザイナーはマイク・コフラン。2004年の開幕戦から実戦投入され、第11戦イギリスGPから最終戦まではMP4-19Bが使用された。

## MP4-19
2003年用のマシンとして開発したがお蔵入りになってしまったMP4-18を彷彿とさせるデザイン。MP4-18のモノコックを流用してくみ上げられたとの話もある。
MP4-17Dとはまったく違った細くとがったノーズが目立つ。フロントウイングは上下に大きく湾曲した3枚タイプとなっている。ブレーキのマスターシリンダーが通常はモノコックの先端に配置されるが、マシンデザインの関係上、MP4-19ではコクピットサイドのサイドポンツーン前方寄り（写真のシーメンスのロゴ付近）に配置されていた。

### トラブルの連続
マクラーレンは「タイトル争いで勝つために革新的なマシンを開発した」と豪語したが、その革新さが裏目に出た格好となり、トラブルが続出した。当初、モノコックがドライバーにとって窮屈であったため、モノコック自体を改良すると今度は想定したマシンバランスに支障をきたしてしまった。しかもメルセデス・ベンツの1GP1エンジンのルール対応が遅れ、完走さえままならなかった。このような状態ではまともな成績は期待できない有様だった。

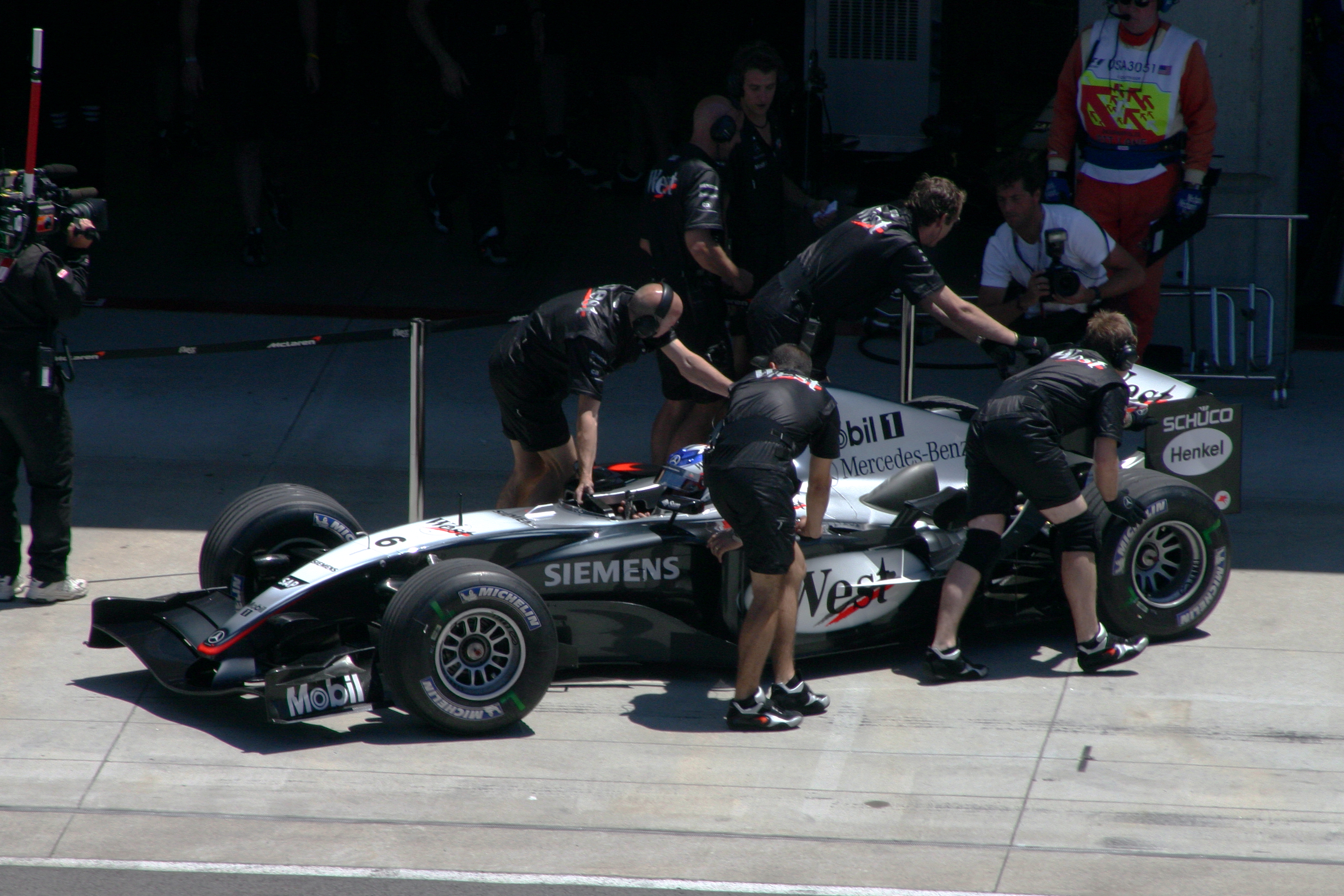
2004年アメリカGPでのMP4-19

キミ・ライコネンは開幕3戦をすべてマシントラブルによるリタイヤで終えた。とくにエンジン関連がひどく、第3戦バーレーンGPでは後方から大きな炎を吹き出しながらリタイヤした。チーム全体で第7戦まででの14回の出走で入賞3回リタイヤ8回と大不振だった。このような状態ではタイトル争いも早々にあきらめなければならず、ライコネンはバーレーンGP時点でタイトル争いを諦めたと述べている。

### 信頼性の改善
第8戦カナダGPと第9戦アメリカGPでは両レースともダブル入賞で終えるなど、マシンの信頼性にもようやく改善が見られてきた。その勢いは第10戦フランスGPに突入しても衰えることなく、ここでもダブル入賞を果たした。ただし、表彰台にはこの時点では1度も登ることはできていなかった（第10戦終了時点で決勝最高位は、クルサード・6位3回、ライコネン・5位1回だった）。第11戦イギリスGPから大幅に改良されたMP4-19Bが投入されたが、シャーシ製造数の関係でスペアカーには従来のMP4-19が持ち込まれた。

## MP4-19B

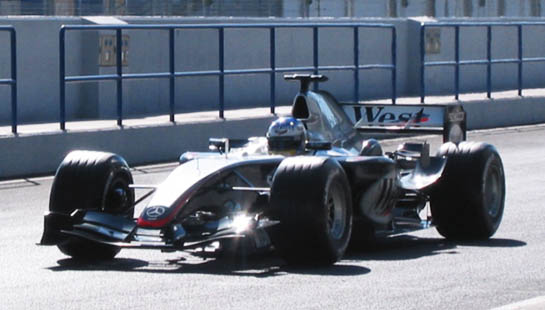
ヘレス・サーキットでのテスト。太いノーズを装着している

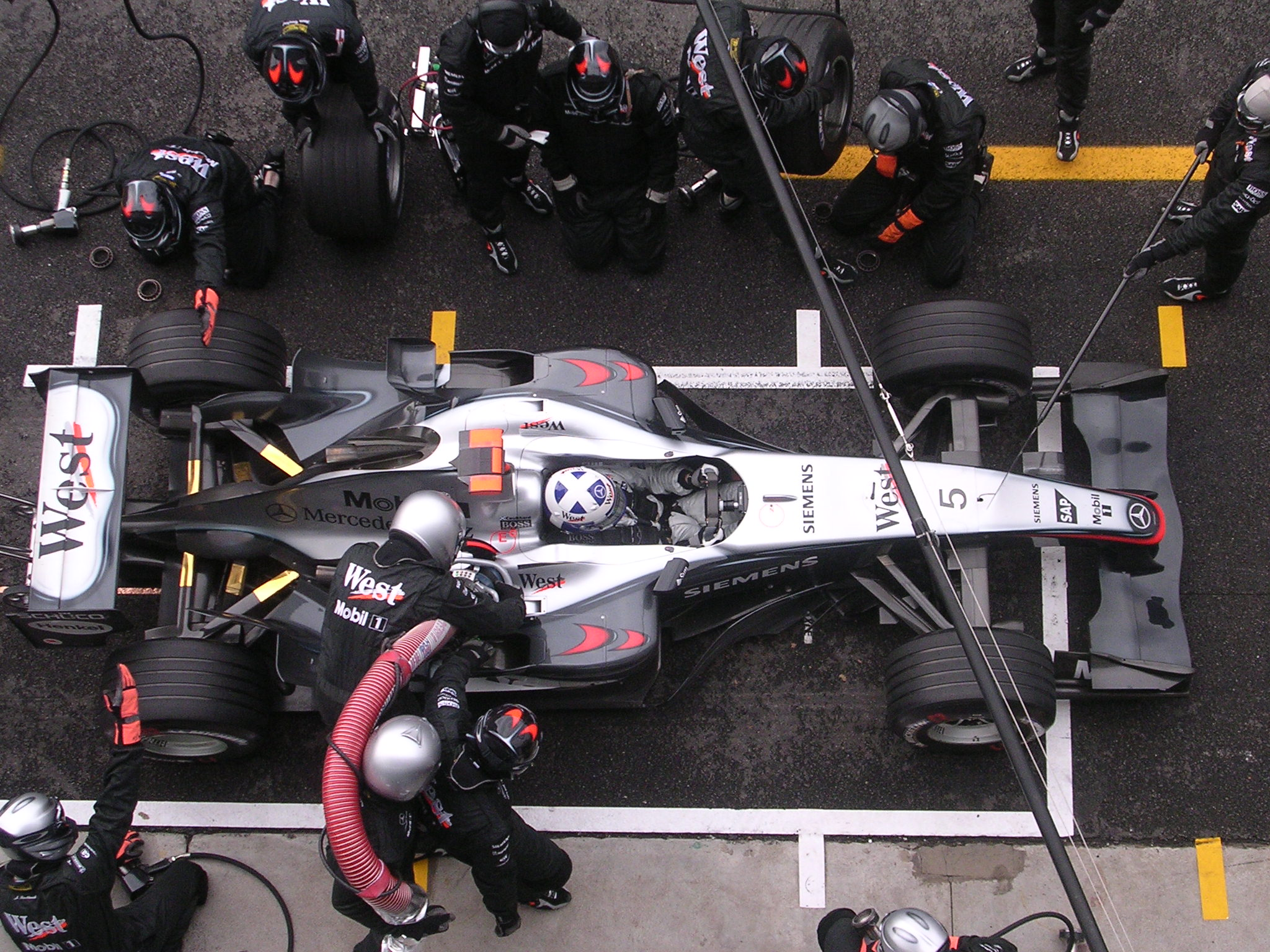
2004年イタリアGPでのMP4-19B。先端が太いノーズを使用

モノコックから設計しなおしたマシン。フロント周りはMP4-19を踏襲しているが、リヤ周りにフェラーリ F2004の影響を受けている。サイドポンツーンのアンダーカットが取り入れられているほか、インダクションポッド後方のエンジンカバーが大型化され、後方に延長されている。ウイングレットもエレメントが1枚から2枚に変更された。この変更でサイドポンツーン内の冷却が厳しくなったため、排熱口が拡大されている。
翌年のMP4-20に似た太目のノーズも何度かテストされていたが、ローダウンフォースコース以外でウイングを立てた状態ではラジエターの冷却不足になる恐れがあったため、2004年シーズンで一番の高速サーキットであるモンツァサーキットでおこなわれた第15戦イタリアGPでのみ採用された。

### 躍進
MP4-19Bの初戦であるイギリスGPでライコネンがポールポジションを獲得。決勝もミハエル・シューマッハにかわされるも2位表彰台を獲得した。その後は2戦リタイヤを喫するも、第14戦ベルギーGPでついに優勝。その後表彰台を2台獲得したが、前半戦の不調や、後半戦での何度かのリタイヤが響きランキング7位に終わった。
デビッド・クルサードはコンスタントに入賞を重ねるも表彰台に登ることも無く、ランキング10位でシーズンを終えた。このシーズン限りでマクラーレンを去るベテランはマクラーレン歴代ドライバーのなかで最長となる150戦もの間所属していた。最終戦でフォトセッションが行われたが、決勝レースは11位完走と入賞でマクラーレンでのシーズンを締めくくることができなかった。

## スペック

### シャーシ
- シャーシ名 MP4-19,MP4-19B
- クラッチ AP
- ブレーキキャリパー AP
- ブレーキディスク・パッド カーボンインダストリー
- ホイール エンケイ
- タイヤ ミシュラン
- ダンパー ペンスキー・マクラーレン
- ギヤボックス 7速セミオートマチック/カーボンファイバー製ケーシング

### エンジン
- エンジン名 メルセデスFO110Q
- 気筒数・角度 V型10気筒・90度
- 排気量 3,000cc
- スパークプラグ NGK
- 燃料・潤滑油 モービル

## 記録
| 年   | No. | ドライバー | 1   | 2   | 3   | 4   | 5   | 6   | 7   | 8   | 9   | 10  | 11  | 12  | 13  | 14  | 15  | 16  | 17  | 18  | ポイント | ランキング |
| 年   | No. | ドライバー | AUS | MAL | BHR | SMR | ESP | MON | EUR | CAN | USA | FRA | GBR | GER | HUN | BEL | ITA | CHN | JPN | BRA | ポイント | ランキング |
| ---- | --- | ---------- | --- | --- | --- | --- | --- | --- | --- | --- | --- | --- | --- | --- | --- | --- | --- | --- | --- | --- | -------- | ---------- |
| 2004 | 5   | クルサード | 8   | 6   | Ret | 12  | 10  | Ret | Ret | 6   | 7   | 6   | 7   | 4   | 9   | 7   | 6   | 9   | Ret | 11  | 69       | 5位        |
| 2004 | 6   | ライコネン | Ret | Ret | Ret | 8   | 11  | Ret | Ret | 5   | 6   | 7   | 2   | Ret | Ret | 1   | Ret | 3   | 6   | 2   | 69       | 5位        |

- 太字はポールポジション、斜字はファステストラップ。(key)